# Berekfürdő, Jász-Nagykun-Szolnok
Berekfürdő  este un sat în districtul Karcag, județul Jász-Nagykun-Szolnok, Ungaria, având o populație de 1.121 de locuitori (2011). 

## Demografie
Componența etnică a satului Berekfürdő
     Maghiari (95,72%)
     Germani (1,71%)
     Necunoscut (1,59%)
     Alții (0,98%)
Componența confesională a satului Berekfürdő
     Reformați (29,79%)
     Fără religie (24,98%)
     Romano-catolici (10,26%)
     Necunoscută (33,72%)
     Alte religii (2,05%)
Conform recensământului din 2011, satul Berekfürdő avea 1.121 de locuitori. Din punct de vedere etnic, majoritatea locuitorilor (95,72%) erau maghiari, cu o minoritate de germani (1,71%). Apartenența etnică nu este cunoscută în cazul a 1,59% din locuitori. Nu există o religie majoritară, locuitorii fiind reformați (29,79%), persoane fără religie (24,98%) și romano-catolici (10,26%). Pentru 33,72% din locuitori nu este cunoscută apartenența confesională.